# Posttrybulacjonizm
Posttrybulacjonizm (od: post – „po”; tribulation – „ucisk”) – w eschatologii części kościołów protestanckich akceptujących premillenaryzm, jest to jeden z dwóch głównych poglądów (obok dominującego pretrybulacjonizmu), które dotyczą losów Kościoła (ludzi zbawionych) w czasie wielkiego ucisku. Choć jest to pogląd premillenarystyczny, nie rozdziela on jednak czasu porwania Kościoła od czasu powtórnego przyjścia Chrystusa, co czyni pretrybulacjonizm. Posttrybulacjonizm głosi, że ludzie zbawieni będą obecni na Ziemi w czasie wielkiego ucisku, a ich zabranie do nieba nastąpi dopiero w czasie powtórnego przyjścia Jezusa Chrystusa, po zakończeniu ucisku.
Pogląd posttrybulacjonistyczny był dominujący w teologii protestantów wyznających premillenaryzm aż do czasu pojawienia się dyspensacjonalizmu i związanego z nim pretrybulacjonizmu. Współcześnie największym wyznaniem posttrybulacjonistycznym są adwentyści dnia siódmego. Przedstawicielem posttrybulacjonizmu był również m.in. Samuel Prideaux Tregelles. 